# Octavio Rivas Solís
Octavio Rivas Solís fue un médico cirujano, especialista en medicina psicosomática y psicólogo del deporte, trabajó para el Club Universidad Nacional por tres décadas, periodo en el cual el equipo de futbol de la Universidad Nacional Autónoma de México (UNAM) consiguió sus primeros títulos de campeonato. Fungió como psicólogo de los Pumas de la UNAM y también de la Selección Mexicana de Fútbol por muchos años.
Nacido en la Ciudad de México el 8 de julio de 1935, Fue socio fundador del grupo Transformación Trascendente.
El doctor Rivas falleció la tarde del 10 de diciembre de 2015,
luego de permanecer varias semanas hospitalizado.